# Polina Łukina
Polina Nikołajewna Zabiejworota z domu Łukina (ros. Полина Николаевна Забейворота (Лукина); ur. 21 stycznia 2003) – rosyjska zapaśniczka walcząca w stylu wolnym. Zajęła jedenaste miejsce na mistrzostwach świata w 2023.
Wygrała olimpijski festiwal młodzieży Europy w 2019. Mistrzyni Europy juniorów w 2021. Druga na MŚ kadetów w 2018. Mistrzyni Rosji w 2023 roku.